# Раунд-Топ (Техас)
Раунд-Топ (англ. Round Top) — місто (англ. town) в США, в окрузі Файєтт штату Техас. Населення — 87 осіб (2020).

## Географія
Раунд-Топ розташований за координатами 30°3′50″ пн. ш. 96°41′45″ зх. д. / 30.06389° пн. ш. 96.69583° зх. д. (30.063970, -96.695882).  За даними Бюро перепису населення США в 2010 році місто мало площу 2,47 км², уся площа — суходіл.

## Демографія
Згідно з переписом 2010 року, у місті мешкало 90 осіб у 53 домогосподарствах у складі 26 родин. Густота населення становила 36 осіб/км².  Було 98 помешкань (40/км²).
Расовий склад населення:
| - 100,0 % — білих |

До двох чи більше рас належало 0,0 %. Частка іспаномовних становила 1,1 % від усіх жителів.
За віковим діапазоном населення розподілялося таким чином: 11,1 % — особи молодші 18 років, 51,1 % — особи у віці 18—64 років, 37,8 % — особи у віці 65 років та старші. Медіана віку мешканця становила 62,3 року. На 100 осіб жіночої статі у місті припадало 87,5 чоловіків;  на 100 жінок у віці від 18 років та старших — 86,0 чоловіків також старших 18 років.
За межею бідності перебувало 6,8 % осіб, у тому числі 0,0 % дітей у віці до 18 років та 10,4 % осіб у віці 65 років та старших.
Цивільне працевлаштоване населення становило 26 осіб. Основні галузі зайнятості: фінанси, страхування та нерухомість — 23,1 %, роздрібна торгівля — 19,2 %, будівництво — 19,2 %.